# フロッシー
『フロッシー: 15歳のヴィーナス』（英: Flossie, A Venus of Fifteen: By one who knew this Charming Goddess and worshipped at her shrine）は、1897年にイギリスで出版された作者不詳の性愛文学。

## 概要
副題にもある通り「この魅惑的な女神を熟知し、彼女の聖地を崇拝したある男（本編の主人公であるジャック・アーチャー）による」回顧録の体裁をとった小説である。冒頭に著者の言葉としてJ・A（ジャック・アーチャー）なる署名を付された序文が添えられている。ジャック・アーチャーは実在しない小説上の架空の人物であり、本書は覆面作家による匿名作品である。初版は1897年にパリに本拠を置くポルノグラフィ出版者チャールズ・キャリントンにより発行された。透かし入りの手すき紙に印刷された103ページの本は200部の限定出版であった。翌1898年に体裁を変えてキャリントンにより再発行された。出版者のチャールズ・キャリントンによれば、「この本は徹底的にわいせつである以外には何の主張もない」
実質的な登場人物はジャック、フロッシー・エヴァースリー、エヴァ・レチェフォードの3人だけで、舞台もフロッシーとエヴァの住むアパートの室内にほぼ限定され、3人の性行為を中心に物語が進んでいく。ポルノグラフィとしての本作の特色として、ジャックとフロッシーに課せられた制約により、2人の行為がオーラルセックスに特化している点が挙げられる。物語中盤でフロッシーが既に処女ではない事が明かされるが、フロッシーのみならずジャックも解禁されるまで忠実にこの制約に従っている。

## 物語
19世紀末のロンドン・ピカデリーサーカスで大使館員のジャック・アーチャーは、かつて妹たちの教師であったエヴァ・レチェフォードに偶然再会する。ジャックはエヴァが連れていた15歳の少女、フロッシー・エヴァースリーの尋常ならざる美しさに目を奪われた。2人は一目で互いに惹かれ合い、翌日2人の住むアパートを訪れたジャックは、エヴァの計らいでフロッシーと直ちにエロティックな関係に陥っていく。フロッシーの若さ故、エヴァとフロッシー、エヴァとジャック双方の間で最後の一線を越えないよう、約束が交わされたため、2人の行為は物語の終盤までオーラルセックスによる絶頂を終息点とするペッティングに終始する。しかしフロッシ−は性行為時に限らずユーモアと機知と演技力に富んでおり、ジャックは2人の時間を充分に堪能する事ができた。ジャックがアパートを訪れる頻度は日々増していった。
合間にフロッシーとの会話（殆どフロッシーが一方的に話すのであるが）が挟まれ、パリの寄宿学校時代の年上の親友イレットとのレズビアン行為などの思い出が語られる。彼女の話はそのほとんどがエロティックなものであり、会話はしばしばお互いが途中で興奮してしまい、オーラルセックスに発展して中断する。またエヴァとの官能的なシックスナインについても言及される。今度見学させて欲しいというジャックの申し出に、フロッシーは芝居気たっぷりに了承する（これに関しては具体的な描写はない）。ある日フロッシーの段取りに従いジャックはエヴァとも関係する。エヴァは成熟した大人の女性で、その行為にはパイズリ、性交（陰茎の膣への挿入）も含まれる。自分との行為では不満が残るのではないかというフロッシーの配慮でもあった（但しジャックは不満に関しては「無い」と断言し、それは本心であった）。
翌朝、フロッシーの留守中に再びエヴァとドッグスタイルで交わった後、エヴァの口からフロッシーから聞いたという、彼女の処女喪失の顛末が語られる。パリの学校時代、フロッシーを含む5人の女子学生が、あるハンサムな男子学生を部屋に呼び寄せ、全裸で暗闇に並んで待機する彼女たちの内から手探りだけで1人を選ばせるというゲームを催した。以前からフロッシーに好意を持っていた男子学生は正しく彼女を探り当てた。フロッシーの膣は既に何人もの同性の友人の舌を受け入れており、その時も他の4人の女子の愛撫をたっぷりと全身に受け、充分な受け入れ態勢ができていたため、ほとんど痛みは感じなかったという。ジャックはパリの男子学生に嫉妬するが、フロッシーへの愛は揺らぐものではなかった。その後フロッシーが帰宅し3Pに突入する。
エヴァの誕生日、いつものアパートでフロッシーの凝りに凝った演出のもと、目くるめく3Pを終えた後、フロッシーが3人を描いたペン画の内、ジャックの陰茎のサイズが議論となり、これを発端として時ならぬ計測大会が始まった（ジャックのサイズは7インチ（約18cm）でフロッシーの観察が正しかった事が証明された）。フロッシーの身体のあらゆるサイズは10歳年長の成熟したエヴァと遜色のないものであった。ジャックが2人のカントを不動産物件に例えて賛美した「判定書」を読んだエヴァはしばらく考えた後「解禁」を宣言し、エヴァースリー家所有物件の「テナント」となるようジャックに申し添えた。翌日フロッシーは出会った時と同じ服装でジャックを招き入れ、遂に2人は完全に結ばれた。

## 検閲
この本は誤解を招く紛らわしい告知（"カーノポリスで印刷"（1897年）、"ロンドンとニューヨークのエロティカ・ビブリオン・ソサエティのために印刷"（1898年））とともに非公開かつ匿名で出版され、疑いようもなく当局を混乱させた。このような作品は違法であり、出版社と書店は起訴された。
1933年4月19日、ロンドンの書店ウィリアム・ハミルトンは、「絶対的に下品な読み物」とのみ表記された2冊のわいせつな本を販売した罪で起訴され、3か月の禁固刑と100ポンドと10ギニーの罰金を言い渡された。治安判事が想像でき得る限りの最悪の作品と評したのは、『フロッシー』と『蚤の自叙伝』であった。

## 作者
エピグラフにその名が見られる、アルジャーノン・チャールズ・スウィンバーンの作品とする説もある。日本では1928年の梅原北明・酒井潔による初の訳書が既にスウィンバーン作として紹介されたという事情から、新しい訳書が出版される際には作者不詳ではなくスウィンバーン作として出版されてきた。
梅原は著書「秘戯指南」（1929年）で以下のように述べている。透かし入りの限定出版である英語の原本は当時でも既に入手困難であり、彼が手に入れたのは1908年に400冊刷られ限定配布されたドイツ語訳の古書であった。ドイツ語訳者は自身が添えた序文で、スウィンバーンが作者であると仄めかしている。
| 「 | これを讀んだものは誰れしも、もう一度もう一度と、それを又手に取らないものはありませんでした。そして誰れしも此の本の中から詩人スウィンバーンの面影の現はれるのを意識し、その溶ろけるやうな幸福さに人知れず微笑をもつて迎へたのです。何卒ぞ本文を御覧下さい。あの火を噴くやうな言葉。それでゐてしかも優雅な此等の言葉は、彼ならでは發し得ない──と云ふことを。 | 」 |

梅原はこの序文にヒントを得て本文を精査した結果、本作が詩人スウィンバーンが匿名で書いた秘作であることを発見したと書いている。

## 翻訳
- 『ふろッしー: 十五歳のヴェナス』（ドイツ語訳からの二重翻訳）、梅原北明・酒井潔共訳、文芸市場社、1928年。
- 『悦楽の花園 (フロッシー)』、藤井純逍訳、三楽書房、1951年。全国書誌番号:51005542
- 『ふろっしい』（ 世界艶笑文庫・第6集）、松戸淳訳、紫書房、1951年。全国書誌番号:51005905
- 『フロッシー: 十五才のヴィーナス』、片桐童二訳、三崎書房、1973年。全国書誌番号:75076069
- 『フロッシー: 十五歳のヴィーナス 他一篇』（富士見ロマン文庫）、江藤潔訳、富士見書房、1987年2月 ISBN 978-4829121191
- 『十五才のヴィーナス』（三楽書房『悦楽の花園』の再刊）、藤井純逍訳、北宋社、1992年10月 ISBN 978-4938620387
- 『フロッシー』（晶文社アフロディーテ双書 - 富士見ロマン文庫『フロッシー : 十五歳のヴィーナス』から再録）、江藤潔訳、晶文社、2003年6月 ISBN 978-4794923134。

## 映像化作品
1971年にアメリカ合衆国で同タイトルのハードコアポルノ映画『Flossie: A Venus of Fifteen』が製作された。エリオット・マーチ (Elliot March) がジャック、ミンディ・ウィルソン (Mindy Wilson - Vera Melrose名義) がフロッシー、レスリー・ステープルズ (Leslie Staples) がエヴァ・ウェッジワースを演じた。
1974年のスウェーデン映画『Flossie』(公開時邦題『絶頂の女/フロッシー』、ビデオ・DVDタイトル『マリー・フォルサ in 若草の匂ひ』) は本書を下敷としている。舞台が（製作時の）現代のストックホルムに置き換えられ、フロッシーが学んだパリの寄宿学校もスイスのものに置き換わり、寄宿学校では純潔は失われずジャックに捧げるまで処女のまま、などの改変が見られる。

### スタッフ
- 監督: マック・アールバーグ
- 脚本: マック・アールバーグ
- 製作: インジ・アイバーソン（英語版）
- 音楽: ヤン・シェイファー（英語版）
- 撮影: トニー・フォーシュベルイ、ダン・マイルマン

### キャスト
- マリー・フォルサ: フロッシー
- ジャック・フランク（スウェーデン語版）: ジャック・アーケル
- キム・フランク（スウェーデン語版）: エバ・レバンデル
- アニタ・エリクソン（スウェーデン語版）: イレット